# Handbal
Handbalul este un sport de echipă care se joacă cu o minge, folosindu-se numai mâinile. Meciul are loc între două echipe a 7 jucători (6 jucători de câmp și un portar) pe durata a două reprize a câte 30 de minute. Scopul jocului este de a marca cât mai multe goluri în poarta echipei adverse. Echipa care a marcat mai multe goluri câștigă meciul.
Este un sport relativ tânăr, apărând în Europa la sfârșitul secolului XIX și începutul secolului XX. Originile lui sunt însă mult mai îndepărtate și pot fi găsite în unele jocuri cu caracter popular practicate în Evul Mediu și în jocurile dinamice folosite în școlile din centrul și nordul Europei la începutul secolului XIX. În toate variantele lui, jocul de handbal a apărut mai întâi în școli, în scopuri didactice, rod al imaginației creatoare a unor eminenți profesori de educație fizică. Părintele handbalului modern este considerat a fi profesorul german de educație fizică Carl (sau Karl) Schelenz, care a introdus reguli și care a folosit un teren de aceeași mărime cu cel de fotbal. Pe atunci o echipă avea 11 jucători.

## Istorie
Se disting și sunt atestate trei rădăcini multinaționale, fiecare cu o variantă nu prea mult deosebită de handbalul consacrat și practicat astăzi. În România handbalul a pătruns în anii 1920 – 1921, imediat după lansarea lui oficială la Berlin în anul 1919 de către profesorul Karl Schelentz. În anul 1921 încep deja meciurile intre clase în școli, la Sibiu, chiar pe stadionul central, iar din 1922 primele jocuri intre orașe cu echipe formate din elevi, dar și câțiva absolvenți și chiar profesorii acestora.

## Terenul de joc

### Caracteristici generale

Dimensiunile terenului de joc

Terenul de joc este un dreptunghi cu lungimea de 40 metri și lățimea de 20 metri și este compus din două spații de poartă și o zonă de joc. Liniile laturilor lungi sunt numite linii de margine, iar liniile laturilor scurte sunt numite linii de poartă (între barele porții) sau liniile exterioare porții (de ambele părți ale porții).
În jurul terenului de joc trebuie să existe o zonă de siguranță, cu o lățime de cel puțin 1 metru de-a lungul liniilor de margine și 2 metri în spatele liniilor exterioare porții. Caracteristicile terenului de joc nu trebuie modificate în timpul jocului, astfel încât una dintre echipe să fie avantajată.

### Porțile
În centrul fiecărei linii exterioare a porții se găsește o poartă. Porțile trebuie să fie solide ancorate de podea sau de pereții din spatele lor. Porțile au la interior o înălțime de 2 metri și o lățime de 3 metri. Barele verticale ale porții sunt unite de o bară orizontală în partea superioară. Partea posterioară a barelor porții trebuie să fie aliniată cu muchia posterioară a liniei de poartă. Barele verticale și bara transversală trebuie să fie pătrate în secțiune, cu laturile de 8 cm. Pe cele 3 laturi care sunt vizibile dinspre terenul de joc, barele trebuie vopsite în 2 culori contrastante, care să fie diferite și de culorile din jurul porții. Porțile trebuie să aibă o plasă, atașată în așa fel încât o minge intrată o dată în poartă să rămână acolo.

### Liniile terenului de joc
Toate liniile terenului fac parte integrantă din spațiile pe care le delimitează. Liniile de poartă vor avea 8 cm lățime între barele porților, în timp ce toate celelalte linii vor avea 5 cm lățime. Liniile dintre două suprafețe adiacente pot fi înlocuite cu culori diferite între suprafețe adiacente ale podelei.
În fața fiecărei porți este un spațiu de poartă. Spațiul acesta este delimitat de o linie a spațiului de poartă (linia de 6 metri), care este trasată astfel:
1. O linie de 3 metri lungime direct în fața porții; această linie este paralelă cu linia de poartă, și la 6 metri distanță de aceasta (măsurată de la muchia posterioară a liniei de poartă la muchia anterioară a liniei spațiului de poartă);
2. Două sferturi de cerc, fiecare cu o rază de 6 metri (măsurată de la colțul interior posterior al stâlpilor porții), care fac legătura între linia de 3 metri lungime și linia exterioară a porții.

#### Linia de 9 metri
Linia de aruncare liberă (linia de 9 metri) este o linie întreruptă, trasată la 3 metri în afara liniei spațiului de poartă. Atât segmentele de linie cât și spațiile dintre ele măsoară 15 cm.

#### Linia de 7 metri
Linia de 7 metri este o linie lungă de 1 metru, marcată în fața porții. Este paralelă cu linia de poartă și aflată la 7 metri de aceasta (distanță măsurată de la muchia posterioară a liniei de poartă la muchia anterioară a liniei de 7 metri).

#### Linia de restricție
Linia de restricție (limitare) a portarului (linia de 4 metri) este o linie cu lungimea de 15 cm, marcată în fața porții. Este paralelă cu linia de poartă și la 4 metri distanță de aceasta (măsurată de la muchia posterioară a liniei de poartă la muchia anterioară a liniei de 4 metri)

#### Linia de centru
Linia de centru unește mijlocul liniilor de margine.

#### Linia de schimb
Linia de schimb (un segment din linia de margine) pentru fiecare echipă, se întinde de la linia de centru până la un punct aflat la o distanță de 4.5 metri de aceasta. Acest punct al liniei de schimb este marcat de o linie paralelă cu linia de centru și care se întinde pe o distanță de 15 cm înăuntrul liniei de margine și 15 cm în afara liniei de margine (înăuntrul și în afara terenului de joc).

## Mingea

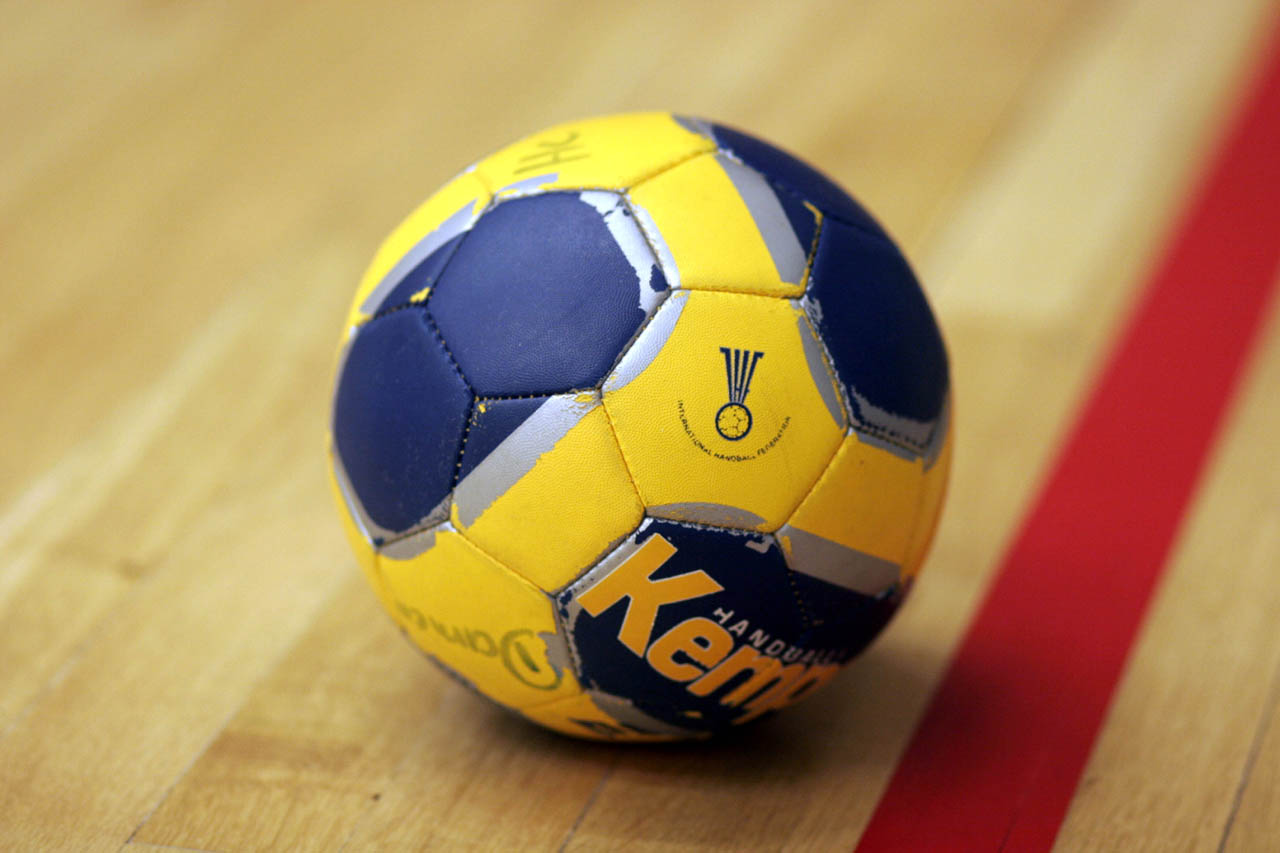
O minge de mărimea A III

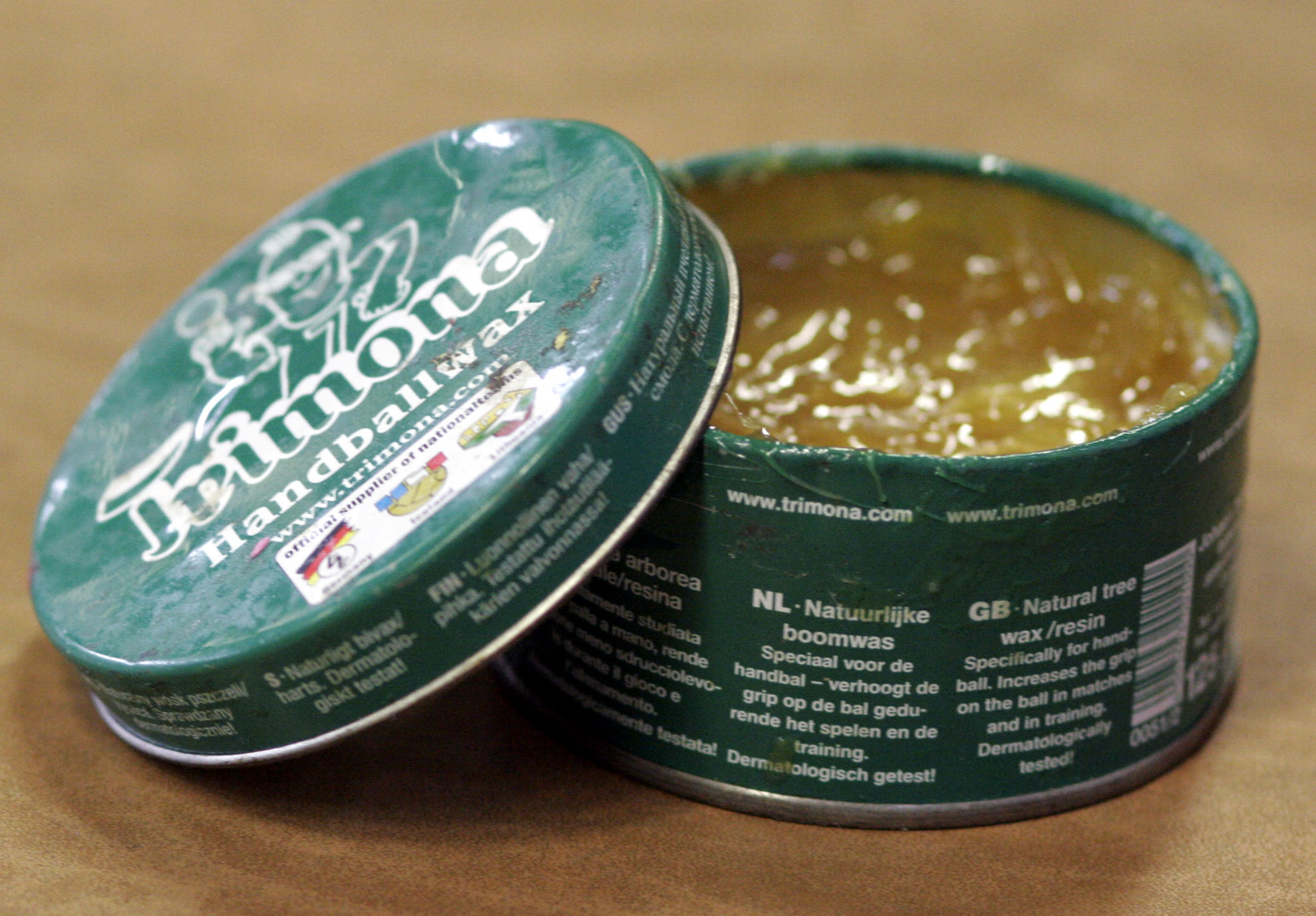
Produs rășinos folosit pentru manevrarea mai bună a mingii

Mingea este sferică și trebuie să fie confecționată din piele sau din material sintetic. Suprafața nu are voie să fie alunecoasă. Deoarece în general este manevrată cu o singură mână, mărimile oficiale variază depinzând de vârstă și sexul echipelor. 
| Mărimea | Folosită de                                     | Circumferința (în cm) | Greutatea (în g) |
| III     | Bărbați și tineri peste 16 ani                  | 58–60                 | 425–475          |
| II      | Femei, băieți peste 12 ani și fete peste 14 ani | 54–56                 | 325–375          |
| I       | Băieți și fete peste 8 ani                      | 50–52                 | 290–330          |

## Prelungirile
Există cazuri în care un meci nu se poate termina la egalitate, spre exemplu partidele eliminatorii. În aceste situații se recurge la câte două reprize de prelungiri, fiecare repriză având o durată de 5 minute. Dacă echipele rămân la egalitate și după această perioadă, se joacă încă două reprize de prelungiri de câte 5 minute. 

## Aruncările de la 7 metri
În cazul în care două formații sunt tot la egalitate și la sfârșitul prelungirilor, pentru departajare se execută aruncări de la 7 metri. Conform regulamentelor Federației Internaționale de Handbal, la aruncări „pot participa jucătorii care nu sunt eliminați sau descalificați la sfârșitul timpului de joc”. Pentru efectuarea aruncărilor de la 7 metri, fiecare din cele două echipe desemnează câte cinci jucători, printre care se pot afla și portari, care vor executa câte o aruncare fiecare, „intercalat cu jucătorii echipei adverse”.
Poarta la care se efectuează aruncările de la 7 metri este stabilită de arbitri, iar ordinea executanților aruncărilor de către fiecare echipă. Înaintea începerii aruncărilor la poartă, arbitrii fac o tragere la sorți, iar echipa câștigătoare alege dacă să arunce prima sau ultima. Dacă rezultatul partidei rămâne egal și după efectuarea primei serii de câte cinci aruncări de la 7 m, se execută o nouă serie, iar ordinea de aruncare la poartă a echipelor se inversează.

## Handbalul în România
Handbalul în România este organizat de către Federația Română de Handbal.

### Istoria handbalului în România
Primul meci de handbal din România menționat în presă (în ziarul Hermannstädter Tageblatt) a fost probabil cel care a avut loc la începutul verii 1921, la puțin după un an de la primul meci de handbal din lume (la Berlin în februarie 1920). Profesorul de educație fizică din Sibiu Wilhelm Binder (care a predat la școli din Sibiu între 1910-1948) a fost în tribună la acel prim meci de handbal și a introdus handbalul în Sibiu. Binder se familiarizase în 1912 la Leipzig cu sportul premergător handbalului numit Raffball, sport pe care l-a introdus la Sibiu în 1913.
În 1928 se organizează la Sibiu prima școală de arbitri de handbal.
Federația Română de Handbal se constituie la 7 aprilie 1933, mai întâi ca filială a Federației de Baschet și Volei. După trei ani, devine independentă.
Primul meci internațional al României a avut loc în 7 aprilie 1936, împotriva Poloniei, meci pe care România l-a câștigat cu 6-4.
Primul meci de handbal în sală a avut probabil loc în Sala Obor în 1934.
Alte orașe, în afară de Sibiu, unde au fost organizate echipe de handbal au fost: Brașov, Mediaș, Sighișoara, Agnita, Reșița, Timișoara, Lugoj.

## Istoria handbalului în Moldova
În general istoria în Republica Moldova nu este bine cunoscută, dar totuși e un sport răspândit în toată țara, de la Drochia la Tiraspol. 